# New York Herald

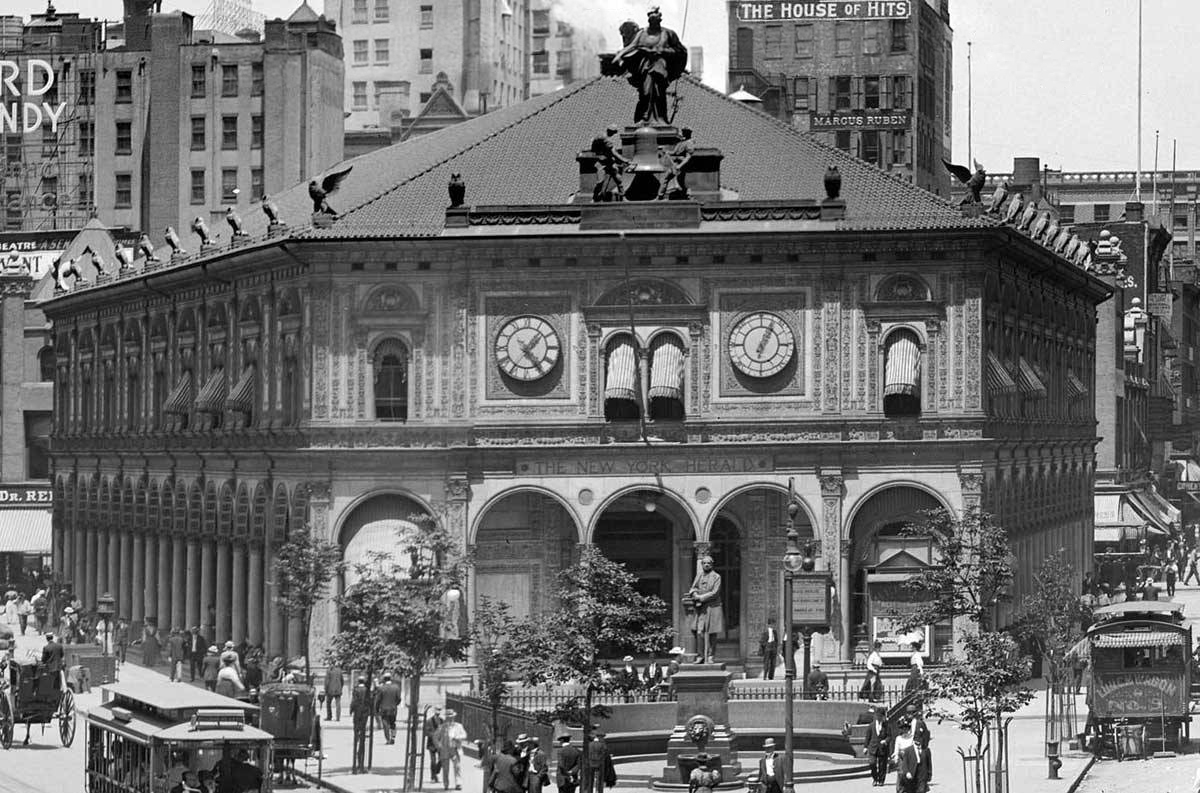
Edifício do New York Herald em 1902

O New York Herald era um jornal de grande distribuição baseado na cidade de Nova York que existiu entre 1835 e 1924, quando foi adquirido por seu rival menor, o New-York Tribune, para formar o New York Herald Tribune.
Ele deixou de ser publicado em 1966, após uma prolongada e exaustiva greve com seu sindicato de impressores; sua edição europeia foi adquirida conjuntamente pelo The Washington Post e pelo The New York Times, que a rebatizou de International Herald Tribune. O Times posteriormente ganhou controle total, publicando-o hoje como The New York Times International Edition. New York Magazine, criado como o Tribune Herald revista de domingo em 1963, foi revivida de forma independente em 1968. Ele continua a publicar hoje sob este nome.

## História
A primeira edição do jornal foi publicada por James Gordon Bennett Sênior, em 6 de maio de 1835. O Herald se distinguiu dos jornais partidários da época pela política que publicou em sua primeira edição: "Devemos apoiar nenhum partido - seja o agente de nenhuma facção ou círculo, e não nos importamos com nenhuma eleição, ou qualquer candidato de presidente a policial". Bennett foi o pioneiro na edição "extra" durante a cobertura sensacional do Herald do caso do assassinato de Robinson-Jewett.

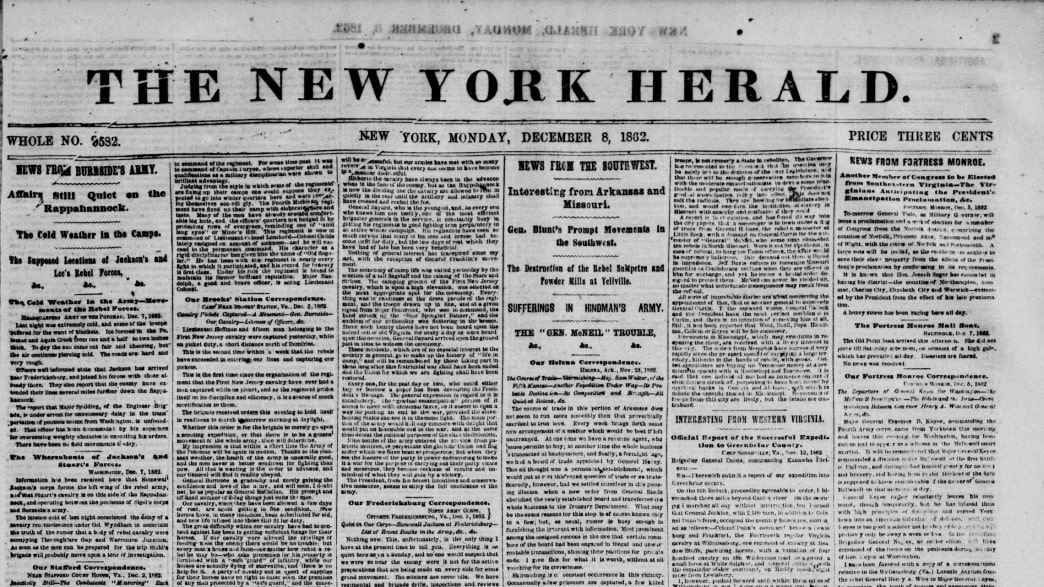
The New York Herald, 8 de dezembro de 1862

Em 1845, era o jornal diário mais popular e lucrativo dos Estados Unidos. Em 1861, ele circulou 84 000 cópias e se autodenominou "o jornal de maior circulação do mundo". Bennett afirmou que a função de um jornal "não é instruir, mas surpreender e divertir". Sua política tendia a ser anticatólica e ele tendia a favorecer a facção Know-Nothing. 
Em abril de 1867, Bennett passou o controle do jornal para seu filho James Gordon Bennett Jr. Sob James Jr., o jornal financiou as expedições de Henry Morton Stanley à África para encontrar o explorador David Livingstone, onde se encontraram em 10 de novembro, 1871. O artigo também apoiou a exploração trans-africana de Stanley. Em 1879, apoiou a expedição malfadada de George W. De Long à região do Ártico.
Em 1874, o Herald publicou o boato do Zoológico de Nova York, em que a primeira página do jornal foi inteiramente dedicada a uma história inventada de animais selvagens se soltando no Zoológico do Central Park e atacando inúmeras pessoas.
Em 4 de outubro de 1887, James Jr. enviou Julius Chambers a Paris, França, para lançar uma edição europeia. Bennett mudou-se mais tarde para Paris, mas o New York Herald sofreu com sua tentativa de administrar sua operação em Nova York por telegrama. Em 1916, uma edição de sábado do jornal relatou que um grande financista foi encontrado morto por envenenamento; acrescentou que em 1901 ele foi "misteriosamente envenenado e escapou por pouco da morte".
Em 1924, após a morte de James Jr., o New York Herald foi adquirido por seu rival menor, o New York Tribune, para formar o New York Herald Tribune. Em 1959, o New York Herald Tribune e sua edição europeia foram vendidos para John Hay Whitney, então embaixador dos Estados Unidos no Reino Unido.
Em 1966, o jornal de Nova York deixou de ser publicado após uma longa e cara greve dos impressores. O Washington Post e o The New York Times adquiriram o controle conjunto da edição europeia, rebatizando-a como International Herald Tribune. O IHT, renomeado The New York Times International Edition, é agora propriedade integral do The New York Times.
Sua capacidade de entreter o público com notícias diárias oportunas o tornou o jornal de maior circulação de seu período.

### Evening Telegram
O New York Evening Telegram foi fundado em 1867 pelo júnior Bennett e foi considerado por muitos como uma edição noturna do Herald. Frank Munsey adquiriu o Telegram em 1920 e interrompeu sua conexão com o Herald.